# Warren Aspinall
Warren Aspinall (Wigan, 13 settembre 1967) è un ex calciatore inglese, di ruolo centrocampista.

## Carriera
Ha giocato con Wigan Athletic, Everton, Aston Villa, Portsmouth, Bournemouth, Swansea City, Carlisle United, Brentford, Carlisle United e Brighton & Hove Albion, dal 1985 al 2000, anno in cui si ritira per un lungo infortunio.

## Palmarès
- Third Division: 1

Carlisle United: 1994-1995
- Football League Trophy: 1

Carlisle United: 1996-1997